# Null character
Het null-karakter (afgekort NUL) is het eerste karakter (nummer 0, hex 0x00, octaal 00) in de ASCII-tekenset, en alle uitbreidingen hiervan (zoals ISO 8859-1). 

## Gebruik van het null-karakter
De eerste 32 karakters (0 t/m 31) van de karaktersets die gebaseerd zijn op de ASCII-tekenset zijn geen tekens, maar stuurcodes. Deze kunnen  opdrachten zijn aan uitvoerapparaten of informatie geven over de structuur van de tekst of de gegevens. Het null-teken was oorspronkelijk bedoeld als teken dat genegeerd kon worden, maar wordt vaak als scheidingsteken tussen verschillende stukken data gebruikt. In veel programmeertalen is het zo dat tekenreeksen in het geheugen worden opgeslagen met een NUL als laatste karakter, zodat duidelijk is waar die eindigt. In het Engels noemt men dit null-terminated. Veel programmeertalen gebruiken de NUL om het eind van de tekenreeks te vinden. Als deze NUL ontbreekt en het programma zoekt verder dan dat het einde theoretisch kan liggen, dan kan dit tot onvoorspelbaar of onbedoeld gedrag leiden. Dit kan een beveiligingslek in de software opleveren.